# Gara Centrală din Bratislava
Gara Centrală din Bratislava (în slovacă Bratislava hlavná stanica) este principala gară feroviară din Bratislava, situată în imediata vecinătate a centrului istoric al orașului. Clădirea a fost construită în anul 1905 după proiectul arhitectului Ferenc Pfaff și extinsă în anii 1960.

## Conectarea la rețeaua feroviară de mare viteză
În data de 9 decembrie 2018, cu ocazia jubileului a zece ani de existență a trenului austriac de mare viteză Railjet, a fost introdusă perechea de trenuri Bratislava – Wien Hauptbahnhof – Zürich. 
Gara Centrală din Bratislava este inclusă în proiectul Magistralei europene, în cadrul căruia va fi realizată legătura feroviară de mare viteză cu Gara Paris-Est.